# Richard von Weizsäcker
Richard Karl Freiherr von Weizsäcker (listenⓘ; 15 tháng 4 năm 1920 – 31 tháng 1 năm 2015) là một chính trị gia (CDU). Từ 1 tháng 7 năm 1984 tới 2 tháng 10 năm 1990, Richard von Weizsäcker là tổng thống Tây Đức. Từ ngày 3 tháng 10 năm 1990 cho tới 30 tháng 6 năm 1994, ông là tổng thống đầu tiên của nước Đức thống nhất. Trước đó ông là Thị trưởng Tây Berlin từ 1981 tới 1984.
Trong thời gian ông làm tổng thống, việc thống nhất nước Đức đã hoàn tất qua việc Đông Đức nhập vào nước Cộng hòa Liên bang Đức vào ngày 3 tháng 10 năm 1990, và như vậy ông ta trở thành tổng thống của cả nước Đức kể từ Karl Dönitz vào năm 1945 và là tổng thống dân chủ đầu tiên kể từ Paul von Hindenburg 1934.

## Câu nói
- Đối đầu với quá khứ:

| “ | „ Ngày 8 tháng 5 năm 1945 là một ngày Giải phóng. Nó đã giải phóng chúng ta ra khỏi một hệ thống khinh miệt con người của chế độ Quốc xã." (Diễn văn với tư cách Tổng thống Liên bang trước Hạ nghị viện, kỷ niệm 40 năm ngày Đầu hàng, Bonn, 8 tháng 5 năm 1985) | ” |